# Nicky Weaver
Nicholas James „Nicky“ Weaver (* 2. März 1979 in Sheffield) ist ein ehemaliger englischer Fußballtorhüter.

## Karriere
Von frühster Jugend an spielte Weaver bei heutigen englischen Drittligisten Mansfield Town, wo er von 1994 bis 1997 im Profikader spielte, allerdings nur ein Spiel absolvieren konnte. 1997 wechselte er nach Empfehlung Alex Stepneys, dem Torwarttrainer Manchester Citys, ablösefrei zu den „Citizens“. Sein Debüt für Manchester City absolvierte Weaver in der Saison 1998/99 gegen den FC Blackpool. In dieser Saison stellte er einen vereinsinternen Rekord von 23 Spielen ohne Gegentor auf. 1999 spielte sich Weaver in die Herzen der Fans, als er im Play-off-Spiel um den Aufstieg in die heutige Football League Championship gegen den FC Gillingham einen Elfmeter hielt und Manchester dadurch aufstieg. Danach wurde Weaver erstmals für die englische U-21-Nationalmannschaft nominiert.
Die nächsten Jahre waren für Weaver von Verletzungen geprägt. Von 2000 bis 2002 spielte er nur unregelmäßig für City, von 2002 bis August 2006 bestritt er nur ein Spiel für die „Citizens“: Im letzten Saisonspiel der Saison 2003/04 stand er zwar in der Startformation gegen den FC Middlesbrough, musste aber während des Spiels wieder ausgewechselt werden.
In der Saison 2005/06 wurde Weaver dann – immer noch verletzt – zu Sheffield Wednesday ausgeliehen. Weaver, der schon als Kind Fan der „Owls“ war, wurde erst kurz nach Rückrunden-Start wieder fit und absolvierte 14 Spiele für Wednesday.
Seit der Saison 2006/07 spielte der 27-jährige wieder für Manchester City. Nachdem die vorige Nummer 1 im Tor von City David James zum FC Portsmouth wechselte, kaufte sich Manchester den schwedischen Nationaltorwart Andreas Isaksson von Stade Rennes, der zu Saisonbeginn allerdings verletzt war. Weaver vertrat ihn in dieser Zeit so gut, dass er Isaksson den Stammplatz abnahm. Im Laufe der Saison eroberte Isaksson seinen Stammplatz aber wieder zurück, sodass Weaver erneut nur die Ersatzbank blieb.
Zur Saison 2007/08 wechselte Weaver zum Premier-League Absteiger Charlton Athletic in die Football League Championship.
Seit dem 5. August 2009 spielte Weaver für Dundee United in der Scottish Premier League. Bereits am 27. Januar 2010 wurde er jedoch ablösefrei an den englischen Premier-League-Verein FC Burnley abgegeben. Nach Ablauf des halbjährigen Vertrages wechselte Weaver im Sommer 2010 zu seinem Heimatverein Sheffield Wednesday.